# Thierry Gouvenou
Thierry Gouvenou (Vire, 14 maggio 1969) è un dirigente sportivo ed ex ciclista su strada francese.
Dal 2004 lavora con l'ASO, di cui dal 2014 è il direttore tecnico, occupandosi in particolare dell'organizzazione dei tracciati della manifestazioni ciclistiche gestite dall'ente francese.

## Palmarès

### Strada
- 1990 (Dilettanti, due vittorie)

Circuit méditerranéen
Paris-Roubaix Espoirs
- 1995 (Gan, una vittoria)

Trio Normand (con François Lemarchand e Eddy Seigneur)
- 1998 (BigMat-Auber 93, una vittoria)

4ª tappa Tour de Normandie (Flers > Beaumont-Hague)

#### Altri successi
- 1993 (Gan)

Classifica scalatori Étoile de Bessèges
- 2002 (BigMat-Auber 93)

Criterium Riom

## Piazzamenti

### Grandi Giri
- Giro d'Italia

1992: 90º
- Tour de France

1994: 78º
1995: fuori tempo massimo (9ª tappa)
1996: 114º
1997: 88º
1998: 59º
1999: 96º
2001: 131º
- Vuelta a España

1995: 97º

### Classiche monumento
- Milano-Sanremo

1993: 157º
1994: 98º
- Giro delle Fiandre

1991: 46º
1992: 38º
- Parigi-Roubaix

1994: 28º
1995: 55º
1997: 53º
1998: 11º
1999: 31º
2000: 62º
2001: ritirato
2002: 7º
- Liegi-Bastogne-Liegi

1992: 38º